# Kafana Ruski car
El Kafana Ruski car o Russian Tsar (en serbio: Руски цар) es un edificio comercial-residencial y restaurante en el centro de Belgrado, la capital de Serbia. Está ubicado en la calle Knez Mihailova, una zona peatonal y centro comercial de la ciudad. El edificio, terminado en 1926, fue declarado monumento cultural en 1987.
El edificio fue construido entre 1922 y 1926 según el diseño del arquitecto Petr Popović. Aunque el edificio fue creado después de la Primera Guerra Mundial, cuando la arquitectura europea avanzaba hacia el funcionalismo, el centro de la metrópoli serbia (o yugoslava) siguió inspirándose en estilos anteriores. Por lo tanto, el zar Kafana Ruski también se creó en el espíritu del manierismo académico con elementos del Art Nouveau. El elemento dominante del palacio de cinco pisos es la torre, ubicada en la esquina.
Durante las décadas de existencia del edificio, el edificio no ha cambiado mucho su uso. Los pisos superiores servían como departamentos, en la planta baja y subterráneo había locales comerciales, respectivamente. restaurante. El nombre del edificio (que significa zar de Rusia) proviene del restaurante original, que estaba ubicado aquí antes de la construcción del palacio en la década de 1920. Por tanto, es similar al caso del cercano Palacio de Albania. El interior original del restaurante en la planta baja sirvió hasta la década de 1960. Después de eso, se llevó a cabo una extensa reconstrucción, dentro de la cual se estableció un nuevo restaurante conocido como Zagreb. Escritores  como Branislav Nušić, Mihajlo Petrov y Veljko Petrović, eran visitantes frecuentes del lugar. Su restaurante es mencionado en la película Underground, de Emir Kusturica.

## Localización
El edificio está ubicado en la esquina de las calles 7 Knez Mihailova (la dirección oficial) y 29 Obilićev Venac. Está situado en la extensión occidental de la Plaza de la República, frente al Centro Cultural de Belgrado y en las cercanías del Hotel Majestic, con el Teatro Nacional de Belgrado al otro lado de la plaza.

## Historia

### Orígenes
El restaurante original fue inaugurado en 1890. Casi de inmediato se convirtió en el lugar de reunión de la élite de la ciudad y los distinguidos invitados del extranjero. El  lugar fue descrito como un lugar donde "la gente viene para ser vista". Fue nombrado Ruski Car ("Zar de Rusia") en honor a Alejandro II de Rusia, quien fue asesinado en 1881.

### Construcción
El edificio actual fue construido entre 1922 y 1926 según el diseño del arquitecto Petar Popović y con la ayuda del arquitecto Dragiša Brašovan en el desarrollo del proyecto. Las obras de construcción fueron realizadas por Milan Sekulić y su empresa "Arhitekt".
El propósito del edificio no ha cambiado significativamente desde la construcción: la zona residencial está en los pisos superiores, el espacio comercial en el entresuelo y el restaurante en la planta baja y en el sótano. Se mantuvo el nombre del antiguo local de la planta baja del "Ruski Car", que fue demolido para dar cabida al nuevo edificio. Durante el periodo de entreguerras, fue un elegante restaurante de Belgrado, el lugar de encuentro tanto para los ciudadanos nobles como para la élite intelectual de la época. Las reuniones de ingenieros y arquitectos serbios se llevaron a cabo en el Ruski antes y después de la Primera Guerra Mundial. Entre los invitados habituales distinguidos de este período se encontraban Veljko Petrović, Branislav Nušić y Mihajlo Petrov.

### Después de 1945
Las nuevas autoridades comunistas después de la Segunda Guerra Mundial confiscaron el edificio y lo nacionalizaron en 1960. Expulsaron a los residentes en los pisos superiores y ubicaron a jerarcas del partido comunista. Ese año, se inauguró en el edificio el primer "restaurante exprés" de Belgrado, un restaurante bufet de autoservicio con platos mal cocinados. El nombre de la taberna fue cambiado a "Zagreb", el lujoso interior original fue demolido y los costosos cubiertos fueron reemplazados por platos de plástico.
La empresa  propiedad de la ciudad "Stari Grad" administraba el restaurante. En la década de 1990, se lo arrendó al serbio-australiano Jack Samardžija, quien restauró el lugar para que se pareciera al aspecto anterior a 1960 y lo renombró de nuevo a Ruski Car.

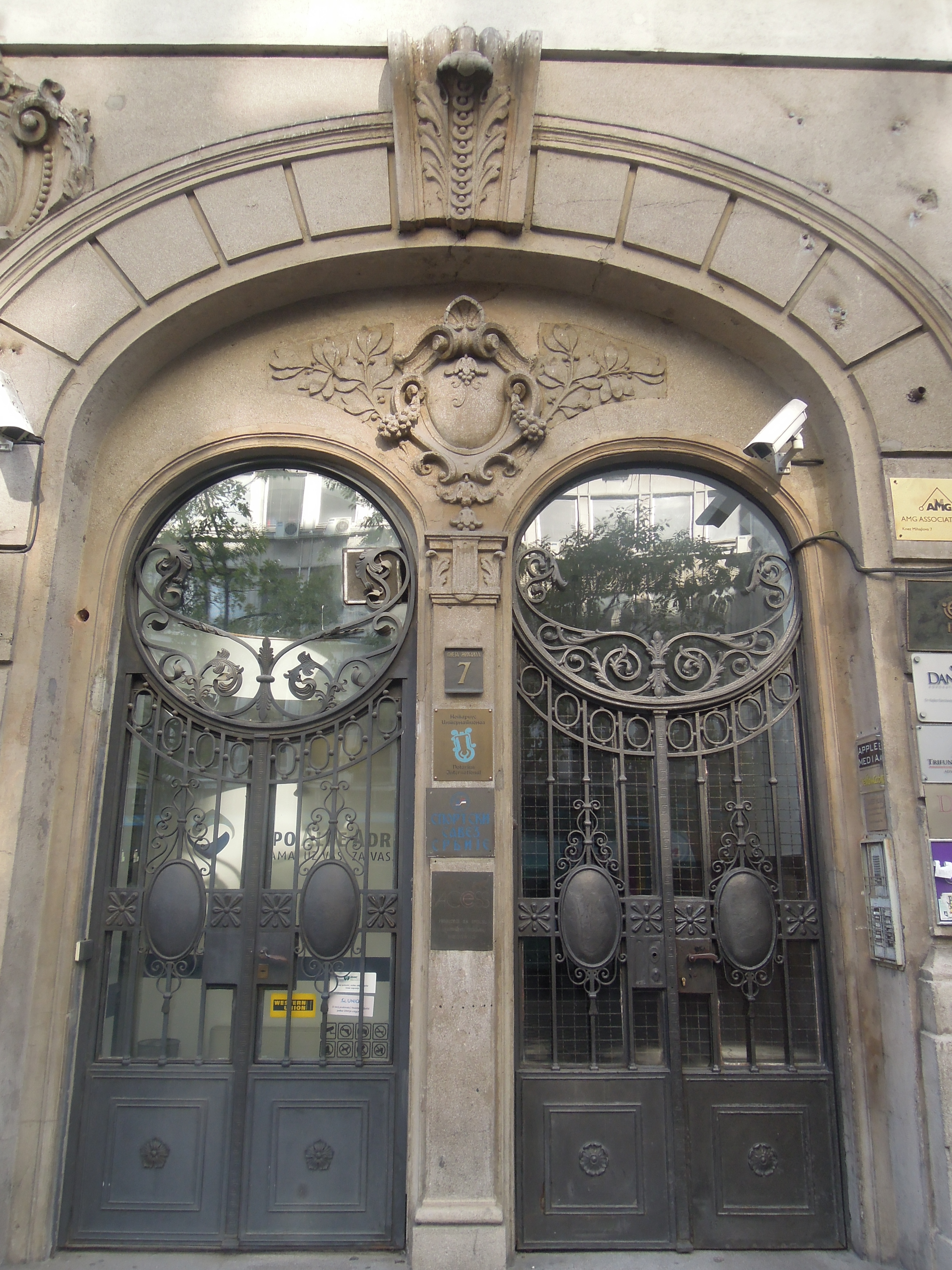
Detalle de acceso con elementos en estilo Art Nouveau

### Devolución a sus antiguos propietarios
En 1998, el arrendatario era Snežana Bulić, esposa de un criminal Jusuf Bulić, que fue asesinado ese mismo año. "Stari Grad" fue privatizada por la empresa "Midlend", pero el  "Ruski Car" fue excluida del acuerdo y fue vendida por separado por "Stari Grad" directamente a Snežana Bulić en 2002 y luego la propiedad pasó a su hijo, Dragan Aca Bulić . Zoran Antonijević, cuyo padre y otros familiares construyeron el edificio y eran los propietarios desde 1934, este, solicitó la devolución del edificio cuando comenzó el proceso de restitución de las propiedades confiscadas en Serbia. Después de que se vendió el lugar, presentó una demanda contra "Stari Grad" y su sucesor. El directorio estatal de propiedades emitió una declaración diciendo que la ley de restitución no existía en ese momento y que la propiedad podía venderse.

### SigloXXI
En mayo de 2012, Bulić arrendó el restaurante a la cadena de restaurantes alemana Vapiano durante 10 años. Vapiano reorganizó el lugar, lo reabrió en junio y cambió su nombre. El público protestó, independientemente de cómo se cambie el nombre del restaurante, pero la ciudad no lo hizo. En agosto de 2013, el tribunal dictaminó, dentro del proceso de evasión fiscal de Bulić, que la propiedad fue adquirida por las actividades delictivas y ordenó que se quitara el restaurante a Bulić y se pusiera bajo la administración del Departamento de bienes incautados. A partir de ese momento, Vapiano dejó de pagar el alquiler y en abril de 2014 el departamento cerró temporalmente el restaurante. 
Tras llegar a un acuerdo con Vapiano, el recinto se reabrió al mes y medio. En diciembre de 2014, tras la apelación de Bulić, el tribunal le devolvió el restaurante hasta que se dicte sentencia definitiva. Durante estos procesos, algunos datos comerciales salieron a la luz al público. Resultó que Vapiano estaba pagando 40.000 euros por mes, lo que es tremendamente alto para Belgrado. Vapiano afirmó que la tarifa iría bajando gradualmente, tras alcanzar un total de 750.000 €. Debido a todos los datos presentados, incluidas otras sumas poco probables como la afirmación de Vapiano de que en abril y mayo de 2014 perdieron 200.000 € por el cierre temporal o que invirtieron 1,2 millones de € en la adaptación del restaurante, los periodistas discutieron la posibilidad de que el todo el negocio es un plan de blanqueo de capitales. En agosto de 2014 murió Antonijević, pero sus descendientes continuaron con el proceso de restitución.
Vapiano abandonó las instalaciones en enero de 2016 y en ese momento el estado dejó de procesar a Bulić por evasión fiscal, por lo que siguió siendo el propietario. La familia Antonijević sigue luchando legalmente por el edificio. Hay varios otros ejemplos en las calles Knez Mihailova y Obilićev Venac donde la propiedad nacionalizada fue vendida a fines de la década de 1990 por la llamada "ley Šešelj", pero los tribunales anularon posteriormente los contratos y devolvieron las propiedades a los propietarios de antes de la guerra. En octubre de 2016 aparecieron noticias afirmando que el primer Hard Rock Café de Belgrado estará abierto en el edificio de Ruski Car.
En julio de 2019, el nuevo inversor "Pensulo" llegó a un acuerdo con los inquilinos para reconstruir el área del restaurante, prometiendo que conservarán la apariencia del edificio, que de todos modos debería ser obligatorio por ley ya que el edificio está protegido. Pero el inversor empezó a cambiar la apariencia del edificio, tanto en el exterior como en el interior. Primero quitaron el friso exterior original hecho de hierro forjado y demolieron parte de un muro, para abrir una nueva puerta. En el techo de 90 años se colocó una plataforma para la ventilación, de 20 m² y con un peso de una tonelada, que inmediatamente comenzó a gotear. Los inquilinos revocaron su permiso también alegando que el inversionista no tiene los permisos necesarios de los institutos de protección. El inversionista afirma tener todos los permisos, incluido el del Ministerio de la Construcción, pero se negó a presentar prueba alguna, mientras que el ministerio se negó a responder si emitieron el permiso o no. En diciembre de 2019, el lugar renovado se reabrió con su antiguo nombre, "Ruski Car

## Arquitectura
En su conjunto, el edificio tiene características de manierismo académico y representa un gran edificio típico erigido en el centro de la ciudad para ser alquilado. Las decoraciones llevan elementos neobarrocos en el diseño de la cúpula esquinera, mientras que el corpus del edificio se acerca mucho más a la variante académica del Art Nouveau.

## Protección
El edificio en sí fue declarado monumento cultural por decisión de la ciudad, anunciada en el "Boletín Oficial de la Ciudad de Belgrado", n.º 16/87, de 10 de julio de 1987.